# Абукариб Асад
Абукариб Асад — царь Химьяра, полный титул — «царь Саба и зу-Райдана и Хадрамаута и Йаманата и их арабов в горах и на равнине» (390—420).
Принял иудаизм в 391 году. Абукариб обычно приводится в качестве первого из нескольких царей Аравии перешедших в иудаизм.

## Предпосылки
В V веке Аравия была расположена между двумя конкурирующими империями — христианской Византии и зороастрийской Персии. Ценящиеся индийские специи доставляли по торговым путям Аравии. Некоторые историки считают, что обращение в иудаизм было средством, с помощью которой жители Аравии в то время могли оставаться нейтральными визави для соседних держав, для того, чтобы росло их процветание. Некоторые другие говорят, что простота и философия иудаизма была привлекательна для язычников Аравии.
В то время как большинство источников согласны, что Абукариб был первым из царей Химьяритов, сменивших свою веру на иудаизм, обстоятельства его преобразования погружаются в мифах и легендах. Согласно традиционному мнению, Абукариб предпринял военную кампанию, чтобы устранить растущее влияние Византии в его северных провинциях. Его войска достигли Медины, которая тогда была известна как «Ясриб». Не встречая сопротивления, они прошли через город, оставив одного из сыновей царя на посту губернатора города. Через несколько дней, однако, люди Ясриба убили своего нового губернатора, сына царя. Получив известие, царь повернул войска отомстить за смерть своего сына, и разрушить город. Он приказал, чтобы все пальмы вокруг города были вырублены, потому что деревья были основным источником дохода жителей города, а затем осадил город.
Евреи Ясриба сражались рядом со своими языческими арабскими соседями, пытаясь защитить свой город. Во время осады Абукариб заболел. Два местных еврейских учёных, названные Kaaб и Ассад, воспользовались возможностью поехать в лагерь Абукариба и убедили его снять осаду. Учёные также вдохновили Короля к проявлению интереса к иудаизму, и он переходит в иудаизм в 390 году, убеждая свою армию сделать то же самое.
Вёл успешные войны с Аксумом, пытавшимся восстановить контроль над Химьяром.
Сын Маликкариба Йуха’мина (378—390).
Некоторые комментаторы Корана считали, что Абукариб был царём упоминаемого в Коране «народа Тубба».

## Археологические данные
Хотя последний еврейский царь Йемена, Зу Нувас, был смещён в 525 н. э. после победы над ним захватчиков христианской Эфиопии, другие еврейские царства существовали в Аравии вплоть до 620 г.н. э. Последнее из них было уничтожено с ростом Ислама. Археологи обнаружили надписи из пятого и шестого веков, содержащих еврейские религиозные термины, такие как: «Рахман» («Милосердный» божественная эпитет), «Бог Израилев», и «Господь Иуды».